# Franciszek Gomułczak
Franciszek Gomułczak (ur. 21 sierpnia 1957 we wsi Dobkowice w archidiecezji przemyskiej) – polski duszpasterz katolicki, pallotyn.

## Życiorys
Po ukończeniu szkoły średniej wstąpił do Wyższego Seminarium Duchownego w Przemyślu, po miesiącu został powołany do odbycia służby wojskowej w jednostce dla kleryków w Bartoszycach. Po odbyciu dwuletniej służby wojskowej kontynuował studia w Seminarium w Przemyślu. Ukończywszy czwarty rok studiów, przeniósł się do Stowarzyszenia Apostolstwa Katolickiego (Księża Pallotyni), gdzie po odbyciu nowicjatu i dokończeniu studiów otrzymał 5 maja 1985 święcenia kapłańskie z rąk ks. bpa Juliusza Paetza, ówczesnego biskupa diecezjalnego łomżyńskiego. W tym samym roku skierowany został na studia z zakresu historii Kościoła na Katolickim Uniwersytecie Lubelskim. Studia uwieńczone licencjatem i odbyciem kursu doktoranckiego przerwane zostały w 1989 nominacją na mistrza nowicjatu w Ząbkowicach Śląskich.
W 1992 zgłosił się do pracy na Ukrainie, gdzie spędził cztery lata, pełniąc najpierw funkcję delegata Prowincjała na Ukrainie oraz równolegle wikarego, a następnie proboszcza w Sarnach na Polesiu Wołyńskim. Przez okres jednego roku był duchowym opiekunem postulatu w Kamiennym Brodzie w diecezji kijowsko-żytomierskiej. Pracował jako misjonarz i rekolekcjonista w Sekretariacie ds. Ewangelizacji Wschodu SAC oraz jako opiekun kleryków pallotyńskich we Lwowie, ojciec duchowny i wykładowca Wyższego Seminarium Duchownego Archidiecezji Lwowskiej we Lwowie-Brzuchowicach. Okazjonalnie sprawuje Eucharystię wg Mszału św. Jana XXIII (tzw. mszę trydencką).